# 담도운동실조증
담도운동실조증(膽道運動失調症, biliary dyskinesia은 소화계통의 담도 부분의 일부 성분에 관련한 질병으로, 쓸개즙이 물리적으로 쓸개길을 따라 올바른 방향으로 가지 못한다.

## 치료
담낭의 운동 장애로 인한 것이라면 복강경단일공법 담낭 절제술을 사용하여 질병을 치료할 수 있다.
증상은 담낭 절제술 이후에 남아있을 수 있으며, 양성자펌프억제제의 사용과 관련이 있다.
접골 요법의 치료, 325 밀리그램의 경구용 마그네슘 보충, 소화 효소의 사용은 일찍이 개선을 유도하였다.